# Западно-Казахстанский инженерно-технологический университет
Западно-Казахстанский инновационно-технологический университет (каз. Батыс Қазақстан инновациялық-технологиялық университеті) — негосударственное высшее учебное заведение в городе Уральске Западно-Казахстанской области. Является многопрофильным техническим университетом, созданный на базе Института управления и бизнеса.
В настоящее время ЗКИТУ является структурным подразделением Западно-Казахстанского инженерно-гуманитарного университета.
Университет готовит технических специалистов в области нефтегазовой промышленности, энергетики, строительства и других отраслей народного хозяйства в соответствии с образовательной программой Министерства образования и науки Республики Казахстан.

## История
2000 год — основан Институт управления и права, являющийся первым негосударственным высшим образовательным учреждением в ЗКО.
2002 год — реорганизация Института управления и права в Западно-Казахстанский инженерно-технологический университет.
2005 год — в университете внедрена международная система менеджмента качества ISO 9001-2001.
2008 год — в рамках увеличения качества вузов Министерство образования и науки РК объединяет три негосударственных вуза г. Уральска в объединенный университет — «Западно-Казахстанский инженерно-гуманитарный университет», куда вошли ЗКИТУ, Казахстанский университет информационных и телекоммуникационных систем и Западно-Казахстанская гуманитарная академия. В декабре университет успешно аттестован государственной комиссией Министерства образования и науки РК.

## Обучение и образовательные программы, структура университета
Подготовка специалистов проводится в четырёх учебных корпусах: здание ЗКИТУ на ул. Ихсанова, административное здание ЗКИТУ по пр. Достык, колледж ЗКИТУ, МНОКЦТ. Вуз ведет подготовку бакалавров по 24 специальностям по очной и заочной формам обучения. Три факультета: политехнический, экономический и заочного обучения. Факультеты объединяют в своем составе 6 кафедр, из которых 5 — выпускающие.
Университет имеет широкие действенные связи в области науки и образования с 25 ведущими научными и образовательными центрами России, Казахстана и Индии.
Университет участвует в работе международных научно-практических конференций, проводит совместные научные исследования с учеными зарубежных вузов.

В ЗКИТУ работают 432 преподавателя. Значительная часть профессорско-преподавательского состава обладает академическими степенями и квалификациями:
- Доктор PhD — 31 человек
- Доктор наук — 22 человека
- Кандидат наук — 118 человек[5]

Кафедры университета:
- Кафедра транспорта, электроэнергетики и строительства,
- Кафедра нефтегазового дела и отраслевых технологий,
- Кафедра экологии и биотехнологии,
- Кафедра вычислительной техники и информационных систем,
- Кафедра социально-гуманитарных дисциплин
- Кафедра бизнеса и права

Университет готовит следующих специалистов:
- с высшим базовым образованием на базе среднего общего образования (бакалавриат — 4 года),
- с высшим профессиональным образованием на базе среднего профессионального и высшего профессионального образования (ускоренное обучение) по специальностям:

- Технические науки и технологии
  - 050718 — Электроэнергетика (Бакалавриат);
  - 050729 — Строительство (Бакалавриат);
  - 050708 — Нефтегазовое дело (Бакалавриат);
  - 050724 — Технологические машины и оборудования (Бакалавриат);
  - 050713 — Транспорт, транспортная техника и технологии (Бакалавриат);
  - 050731 — Безопасность жизнедеятельности и защита окружающей среды (Бакалавриат);
  - 050732 — Стандартизация, метрология и сертификация (Бакалавриат);
  - 050704 — Вычислительная техника и программное обеспечение (Бакалавриат);
  - 050703 — Информационные системы (Бакалавриат);
  - 050721 — Химическая технология органических веществ (Бакалавриат);

- Социальные науки и бизнес, управленческое дело
  - 050510 — Государственное и местное управление (Бакалавриат);
  - 050507 — Менеджмент (Бакалавриат);
  - 050508 — Учёт и аудит (Бакалавриат);
  - 050509 — Финансы (Бакалавриат);
  - 050304 — Таможенное дело (Бакалавриат);

- Биотехнологии, природоохрана
  - 051201 — Ветеринарная медицина (Бакалавриат);
  - 051202 — Ветеринарная санитария (Бакалавриат);
  - 050804 — Рыбное хозяйство и промышленное рыболовство (Бакалавриат);
  - 050608 — Экология (Бакалавриат);

- Услуги, земельные вопросы
  - 050901 — Организация перевозок, движения и эксплуатация транспорта (Бакалавриат).
  - 050907 — Кадастр (Бакалавриат);
  - 050903 — Землеустройство (Бакалавриат);

- с профессиональным образованием (дополнительное обучение) на базе среднего и средне-профессионального образования по образовательным программам международного центра компьютерных технологии Aptech (Индия)[9]:

- Компьютерная графика и мультимедиа технологии
- Администрирование компьютерных сетей
- Программирование

- с профессиональным образованием (профессиональная переподготовка) на базе среднего, средне-профессионального и высшего профессионального образования по образовательным программам РФ в рамках международного сотрудничества с Саратовским государственным техническим университетом (Россия)[2][10] :

- Администрирование компьютерных сетей
- Финансовый менеджмент
- Переводчик в сфере профессиональной коммуникации
- Информационные системы